# نقش ثابت
در سینما، تلویزیون و تئاتر، نقش ثابت به مجموعه‌ای از شخصیت‌ها و نقش‌ها که دارای صفات، طبقه اجتماعی و قومیت یکسان هستند و برای یک بازیگر خاص انتخاب می‌شوند، اشاره دارد. مثلاً فلان بازیگر همیشه نقش گروگان‌گیرها را ایفا می‌کند یا بهمان بازیگر همیشه نقش افراد باهوش را ایفا می‌کند. مواردی دیده شده‌است که سر همین، بازیگران نتوانند در نقش شخصیت‌هایی با ویژگی‌های دیگر بازیگری کنند.